# Tugimaantee 94
De Tugimaantee 94 is een secundaire weg in Estland. De weg loopt van Maardu naar Muuga en is 3,4 kilometer lang. 